# Poecilasthena xylocyma
Poecilasthena xylocyma är en fjärilsart som beskrevs av Edward Meyrick 1891. Poecilasthena xylocyma ingår i släktet Poecilasthena och familjen mätare. Inga underarter finns listade i Catalogue of Life.